# Byblis brevirama
Byblis brevirama is een vlokreeftensoort uit de familie van de Ampeliscidae. De wetenschappelijke naam van de soort is voor het eerst geldig gepubliceerd in 1983 door Dickinson.